# Pioneiros (Guará)
Pioneiros é um distrito do município brasileiro de Guará, que integra a Aglomeração Urbana de Franca, no interior do estado de São Paulo.

## História

### Origem
Por volta de 1890 começaram a surgir as primeiras casas no local, já conhecido por Bacuri, nome herdado de uma grande fazenda de terras férteis que envolvia toda a região que limitava ao atual perímetro do distrito.

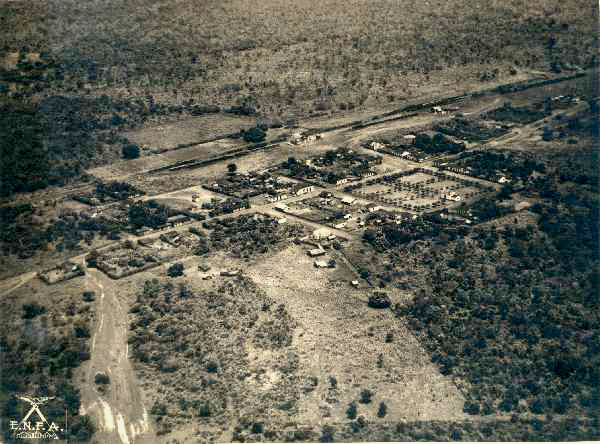
Vista aérea (década de 40).

Em 01/11/1902 foi inaugurada a estação ferroviária de Bacuri pela Companhia Mogiana de Estradas de Ferro, no Ramal de Igarapava. A ferrovia deu serviços a várias pessoas e famílias que para lá migraram. Era o início do povoado no entorno da estação. Tal projeto gerou empregos, surgiram pequenos estabelecimentos comerciais e consequentemente um aumento populacional.

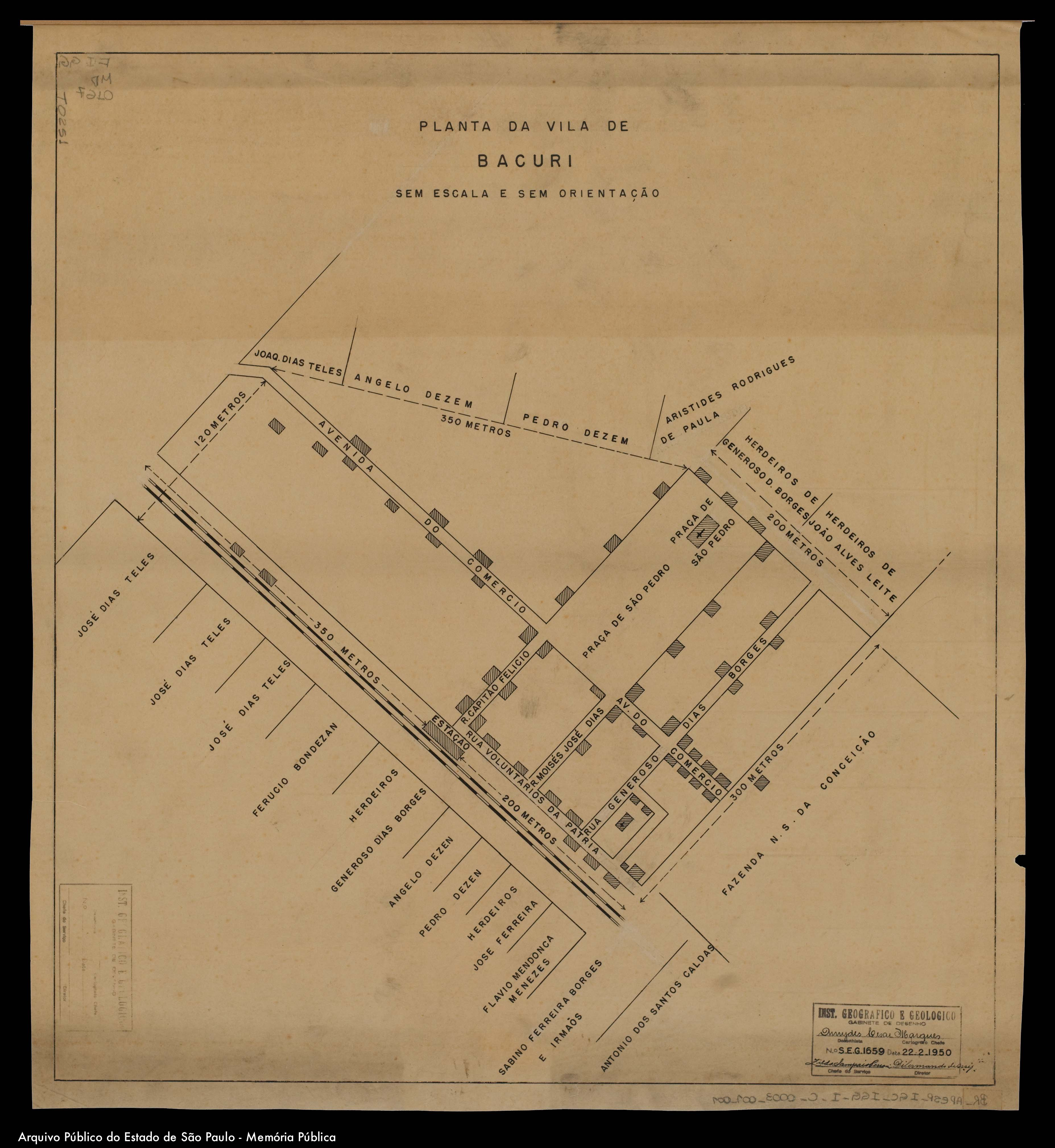
Planta da área urbana original.

Com apenas uma capelinha e casas de pau-a-pique, a maioria os moradores sonhava em possuir suas ruas asfaltadas e água encanada de abastecimento coletivo. Também havia um pequeno posto policial e uma escola rural onde os alunos cursavam até a terceira série. Para completar os estudos tinham que viajar de trem até Guará.
No final da década de quarenta o povoado foi elevado à categoria de distrito e o nome foi mudado para Pioneiros. Anos depois, na administração do prefeito Dr. Urbano Junqueira e através do vereador Sabino Ferreira Borges o distrito de Pioneiros passou a desfrutar de benefícios públicos municipais, além da energia elétrica subsidiada, através do uso de um potente gerador movido a óleo diesel que diariamente funcionava por algumas horas.

### Formação administrativa
- Distrito policial de Bacuri criado em 22/02/1936 no município de Guará[5].
- Distrito criado pela Lei n° 233 de 24/12/1948, com o povoado de Bacuri mais terras do distrito sede de Guará[6][7].

## Geografia

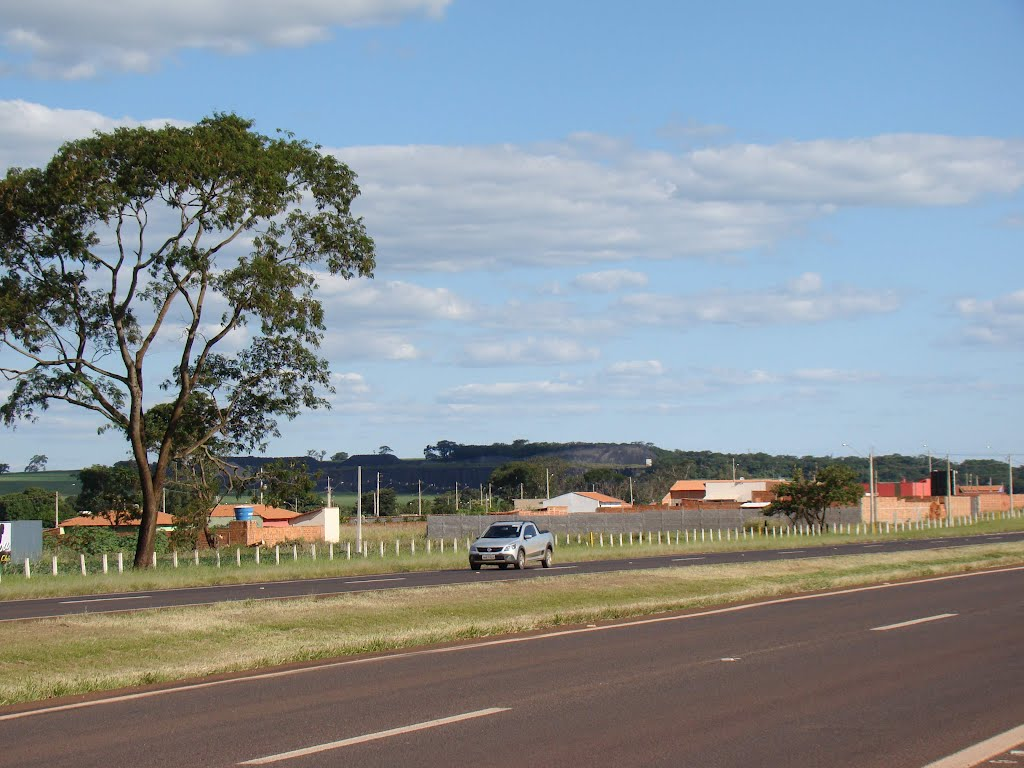
Pioneiros visto da via Anhanguera.

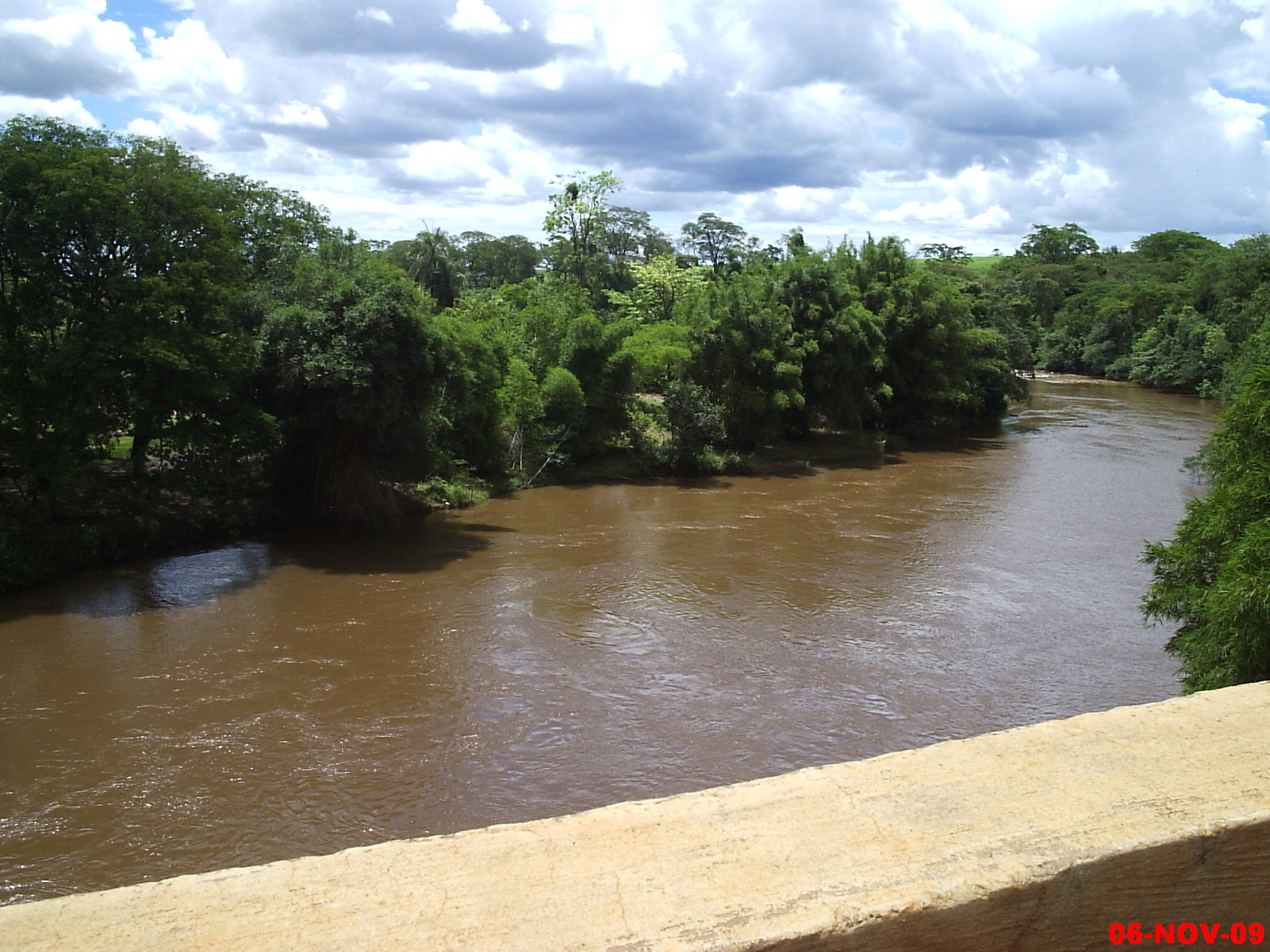
Rio Sapucaí.

### Demografia

#### População urbana
| Crescimento população urbana | Crescimento população urbana | Crescimento população urbana | Crescimento população urbana |
| Censo                        | Pop.                         |                              | %±                           |
| ---------------------------- | ---------------------------- | ---------------------------- | ---------------------------- |
| 1950                         | 288                          |                              | —                            |
| 1960                         | 313                          |                              | 8,7%                         |
| 1970                         | 433                          |                              | 38,3%                        |
| 1980                         | 371                          |                              | −14,3%                       |
| 1991                         | 394                          |                              | 6,2%                         |
| 2000                         | 462                          |                              | 17,3%                        |
| 2010                         | 520                          |                              | 12,6%                        |
| Fonte: IBGE e Fundação SEADE |                              |                              |                              |

#### População total
Pelo Censo 2010 (IBGE) a população total do distrito era de 746 habitantes.

### Área territorial
A área territorial do distrito é de 115,702 km².

### Rodovias
Situa-se distante 10 km do centro de Guará, sendo que o principal acesso ao distrito fica no km 390 da Rodovia Anhanguera (SP-330).

### Hidrografia
- Rio Sapucaí, onde foram construídas duas pequenas centrais hidrelétricas (PCH) próximas ao distrito.

## Serviços públicos

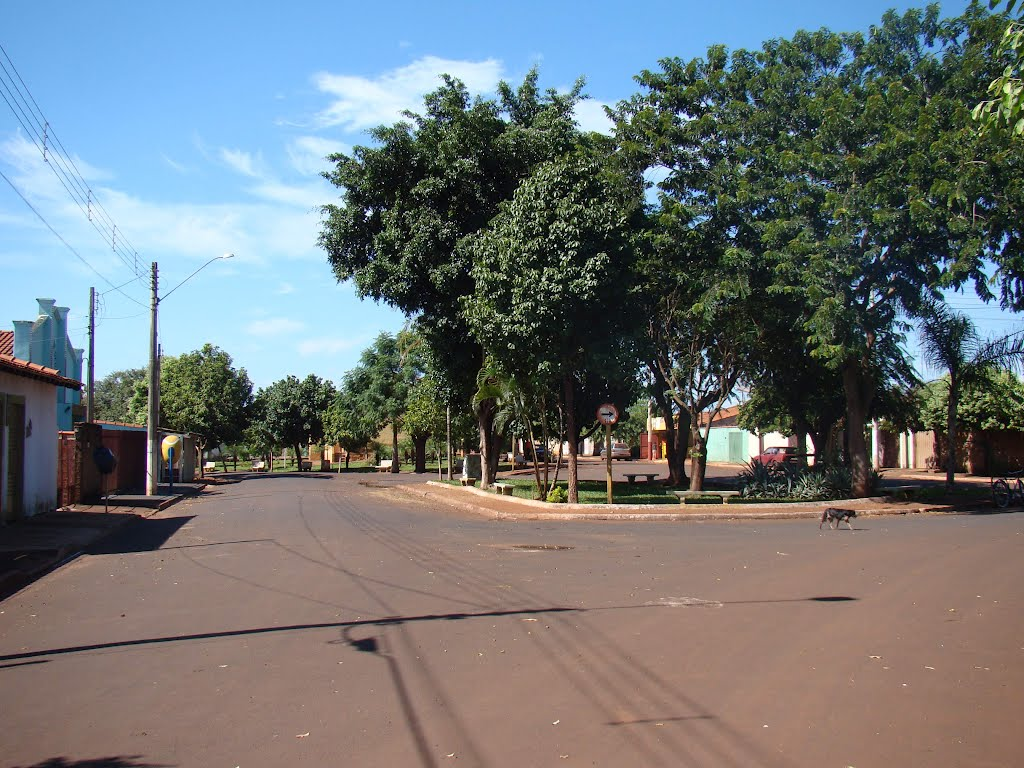
Praça da Bíblia.

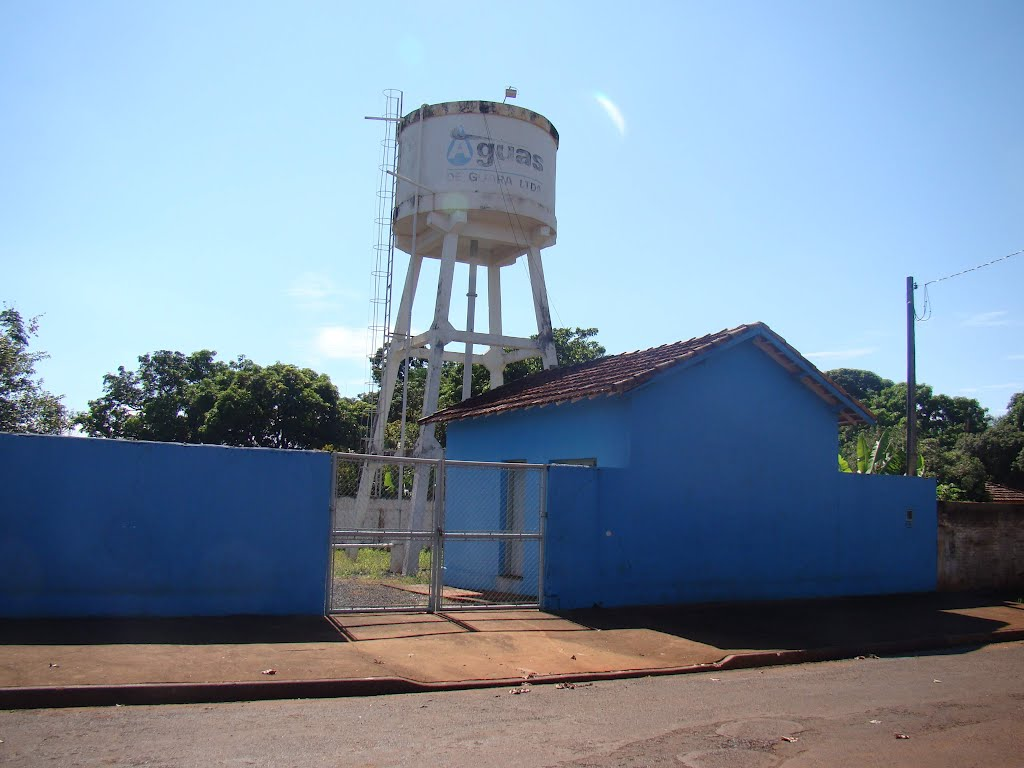
Caixa d'água.

### Registro civil
Atualmente é feito na sede do município, pois o Cartório de Registro Civil das Pessoas Naturais do distrito foi extinto pelo  Tribunal de Justiça do Estado de São Paulo, e seu acervo foi recolhido ao cartório do distrito sede.

### Educação
Entre 1956 e 1959 foi construído o prédio para ser o Grupo Escolar. Anos depois, em 23 de Junho de 1983, este estabelecimento de ensino passou a denominar-se Grupo Escolar Diamantino Ribeiro Pereira.

### Saúde
Pioneiros depende pouco de Guará, possuindo serviços de saúde à criança e ao adulto.

### Saneamento
O serviço de abastecimento de água é feito pela Águas de Guará (GUARA). 

### Energia
A responsável pelo abastecimento de energia elétrica é a CPFL Paulista, distribuidora do grupo CPFL Energia.

## Religião

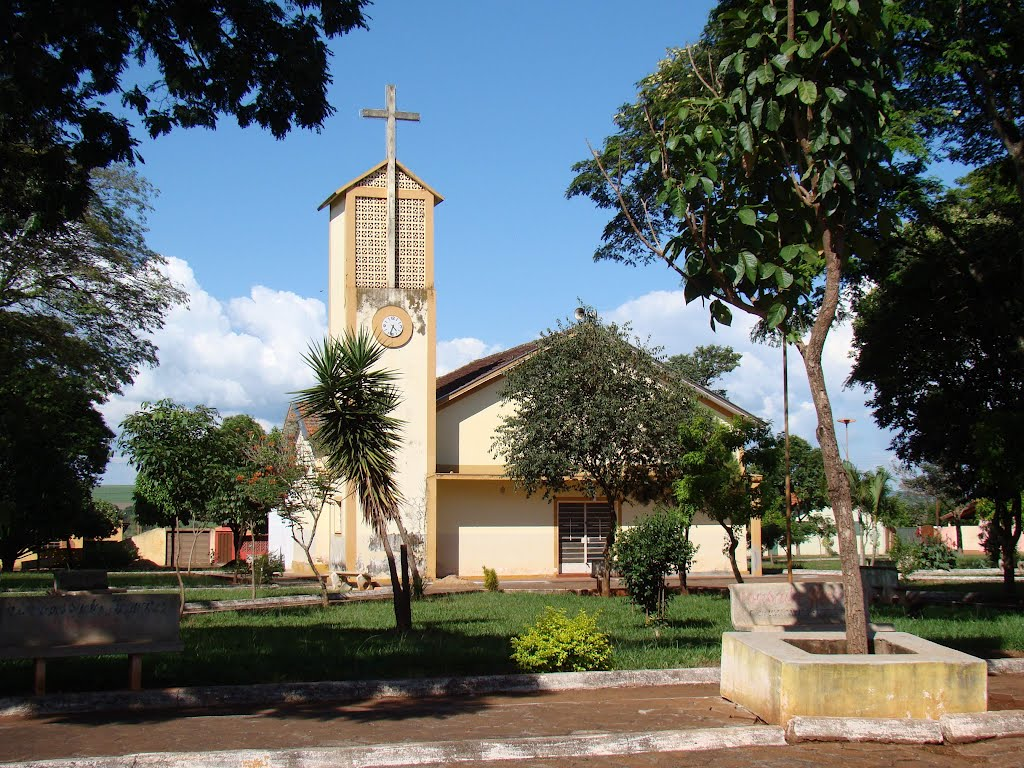
Igreja.

O Cristianismo se faz presente no distrito da seguinte forma:

### Igreja Católica
- A igreja faz parte da Diocese de Franca[19].

### Igrejas Evangélicas
- Congregação Cristã no Brasil[20].